# Běh na 400 metrů překážek
Běh na 400 metrů překážek je dlouhým překážkovým sprintem, delší tratí s překážkami je již pouze dlouhá trať tzv. steeplechase (3000 m. př.). Trať překážkové "čtvrtky" se běhá na vrcholné úrovni sprintem a nejlepší atleti se dokážou dostat pod 48 s. (muži) resp. 54 s. (ženy).  Klíčovou vlastností je zde rychlostní vytrvalost a výborná koordinace pohybů.

## Současní světoví rekordmani

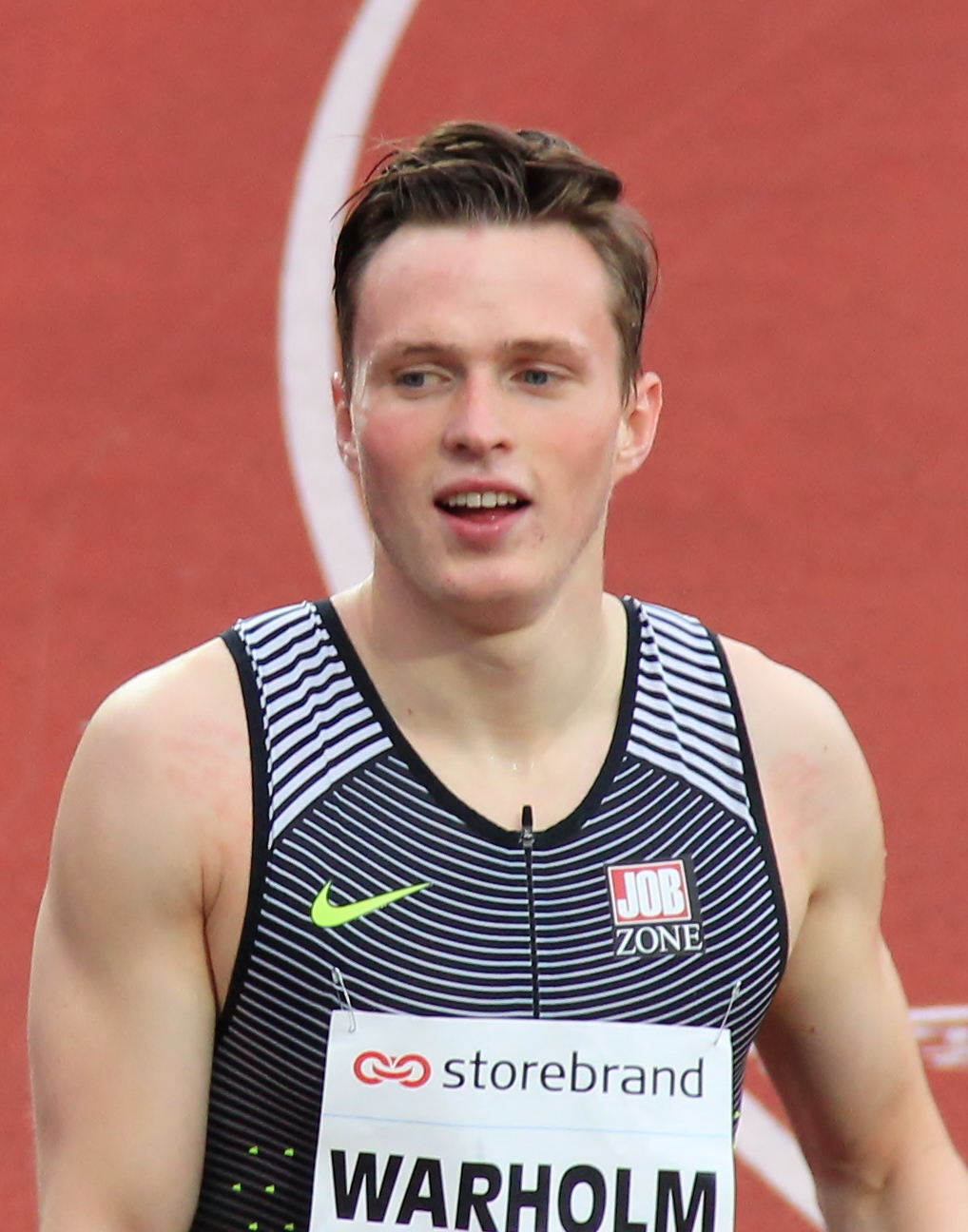
Muži – Karsten Warholm 45,94 s
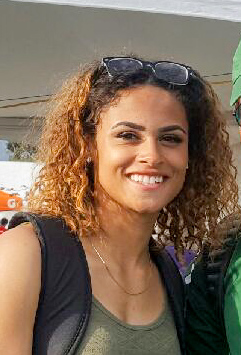
Ženy – Sydney McLaughlin-Levroneová 50,37 s

## Současné rekordy – dráha
| Muži              |           |                   |          |        |               |
| Rekord            | Čas (min) | Atlet             | Stát     | Město  | Datum rekordu |
| Světový rekord    | 45,94     | Karsten Warholm   | Norsko   | Tokio  | 3. 8. 2021    |
| Olympijský rekord | 45,94     | Karsten Warholm   | Norsko   | Tokio  | 3. 8. 2021    |
| Rekord MS         | 46,29     | Alison dos Santos | Brazílie | Eugene | 19. 7. 2022   |
| Český rekord      | 48,27     | Jiří Mužík        | Česko    | Athény | 3. 8. 1997    |

| Ženy              |           |                              |       |        |               |
| Rekord            | Čas (min) | Atletka                      | Stát  | Město  | Datum rekordu |
| Světový rekord    | 50,37     | Sydney McLaughlin-Levroneová | USA   | Paříž  | 8. 8. 2024    |
| Olympijský rekord | 50,37     | Sydney McLaughlin-Levroneová | USA   | Paříž  | 8. 8. 2024    |
| Rekord MS         | 50,68     | Sydney McLaughlin-Levroneová | USA   | Eugene | 22. 7. 2022   |
| Český rekord      | 52,83     | Zuzana Hejnová               | Česko | Moskva | 15. 8. 2013   |

## Současné rekordy podle kontinentů
| Rekord                            | Kategorie | Výkon (s) | Atlet                        | Stát       | Město             | Datum        |
| --------------------------------- | --------- | --------- | ---------------------------- | ---------- | ----------------- | ------------ |
| Afrika                            | Muži      | 47,10     | Samuel Matete                | Zambie     | Curych            | 7. 8. 1991   |
| Afrika                            | Ženy      | 52,90     | Nezha Bidouaneová            | Maroko     | Sevilla           | 25. 8. 1999  |
| Asie                              | Muži      | 46,98     | Abderrahman Samba            | Katar      | Paříž             | 30. 6. 2018  |
| Asie                              | Ženy      | 53,96     | Yinglan Song                 | Čína       | Guangzhou         | 17. 11. 2001 |
| Evropa                            | Muži      | 45,94     | Karsten Warholm              | Norsko     | Tokio             | 3. 8. 2021   |
| Evropa                            | Ženy      | 50,95     | Femke Bolová                 | Nizozemsko | La Chaux-de-Fonds | 14. 7. 2024  |
| Severní a střední Amerika         | Muži      | 46,17     | Rai Benjamin                 | USA        | Tokio             | 3. 8. 2021   |
| Severní a střední Amerika         | Ženy      | 50,37     | Sydney McLaughlin-Levroneová | USA        | Paříž             | 8. 8. 2024   |
| Oceánie                           | Muži      | 48,28     | Rohan Robinson               | Austrálie  | Atlanta           | 31. 7. 1996  |
| Oceánie                           | Ženy      | 53,17     | Debbie Flintoff-King         | Austrálie  | Soul              | 28. 9. 1988  |
| Jižní Amerika                     | Muži      | 46,29     | Alison dos Santos            | Brazílie   | Eugene            | 19. 7. 2022  |
| Jižní Amerika                     | Ženy      | 53,69     | Gianna Woodruffová           | Panama     | Eugene            | 20. 7. 2020  |
| Muži na iaaf.org Ženy na iaaf.org |           |           |                              |            |                   |              |

## Top 10 atletů
aktuální k srpnu 2024

### Ženy - dráha
| Pořadí           | Výkon (s) | Atletka                      | Místo             | Datum       |
| ---------------- | --------- | ---------------------------- | ----------------- | ----------- |
| 1.               | 50,37     | Sydney McLaughlin-Levroneová | Paříž             | 8. 8. 2024  |
| 2.               | 50,95     | Femke Bolová                 | La Chaux-de-Fonds | 14. 7. 2024 |
| 3.               | 51,58     | Dalilah Muhammadová          | Tokio             | 4. 8. 2021  |
| 4.               | 51,87     | Anna Cockrellová             | Paříž             | 8. 8. 2024  |
| 5.               | 52,29     | Jasmine Jonesová             | Paříž             | 8. 8. 2024  |
| 6.               | 52,34     | Julija Pečonkinová           | Tula              | 8. 8. 2003  |
| 7.               | 52,39     | Shamier Littleová            | Stockholm         | 4. 7. 2021  |
| 8.               | 52,42     | Melaine Walkerová            | Berlín            | 20. 8. 2009 |
| 9.               | 52,47     | Lashinda Demusová            | Tegu              | 1. 9. 2011  |
| 10.              | 52,51     | Rushell Claytonová           | Kingston          | 28. 6. 2024 |
| Ženy na iaaf.org |           |                              |                   |             |

### Muži - dráha
| Pořadí           | Výkon (s) | Atlet             | Místo       | Datum       |
| ---------------- | --------- | ----------------- | ----------- | ----------- |
| 1.               | 45,94     | Karsten Warholm   | Tokio       | 3. 8. 2021  |
| 2.               | 46,17     | Rai Benjamin      | Tokio       | 3. 8. 2021  |
| 3.               | 46,29     | Alison dos Santos | Eugene      | 19. 7. 2022 |
| 4.               | 46,78     | Kevin Young       | Barcelona   | 6. 8. 1992  |
| 5.               | 46,98     | Abderrahman Samba | Paříž       | 30. 6. 2018 |
| 6.               | 47,02     | Edwin Moses       | Koblenz     | 31. 8. 1983 |
| 7.               | 47,03     | Bryan Bronson     | New Orleans | 21. 6. 1998 |
| 8.               | 47,08     | Kyron McMaster    | Tokio       | 3. 8. 2021  |
| 9.               | 47,10     | Samuel Matete     | Curych      | 7. 8. 1991  |
| 10.              | 47,19     | André Phillips    | Soul        | 25. 9. 1988 |
| Muži na iaaf.org |           |                   |             |             |

## Zajímavosti
Průměrná rychlost běhu světového rekordmana Warholma (časem 45,94 s.) činí zhruba 8,71 m/s (31,35 km/h), což představuje v průměru čtyři stometrové úseky za 11,485 s. Ženská světová rekordmanka McLaughlinová (51,65 s.) běžela průměrnou rychlostí zhruba 7,90 m/s (28,43 km/h) a průměrně zvládla čtyři stometrové úseky rekordní trati za 12,662 s.